# Lista de membros titulares da Academia Brasileira de Ciências empossados em 1992
Esta lista contém os nomes dos membros titulares da Academia Brasileira de Ciências empossados em 1992.
| Imagem | Nome                                    | Datas de nascimento e falecimento | Local de nascimento | Área de especialização | Alma mater | Data de posse         | Conhecido por | Referências |
| ------ | --------------------------------------- | --------------------------------- | ------------------- | ---------------------- | ---------- | --------------------- | ------------- | ----------- |
|        | Abraham Hirsz Zimerman                  | 13 de julho de 1928               |                     | Ciências Físicas       | USP        | 28 de janeiro de 1992 |               |             |
|        | Aloísio Pessoa de Araújo                | 13 de janeiro de 1946             |                     | Ciências Matemáticas   | UFRJ       | 28 de janeiro de 1992 |               |             |
|        | Antônio Sérgio Teixeira Pires           | 18 de novembro de 1948            | Ibiá, MG            | Ciências Físicas       | UFMG       | 28 de janeiro de 1992 |               |             |
|        | Cylon Eudóxio Tricot Gonçalves da Silva | 14 de novembro de 1946            | Ijuí, RS            | Ciências Físicas       | UFRGS      | 28 de janeiro de 1992 |               |             |
|        | Henrique Eisi Toma                      | 05 de fevereiro de 1949           |                     | Ciências Químicas      | USP        | 28 de janeiro de 1992 |               |             |
|        | Roberto Lent                            | 13 de setembro de 1948            |                     | Ciências Biomédicas    | UFRJ       | 28 de janeiro de 1992 |               |             |
|        | Wanderley de Souza                      | 13 de janeiro de 1951             | Iguaí, BA           | Ciências Biomédicas    | UFRJ       | 28 de janeiro de 1992 |               |             |